# Ugo Foscolo

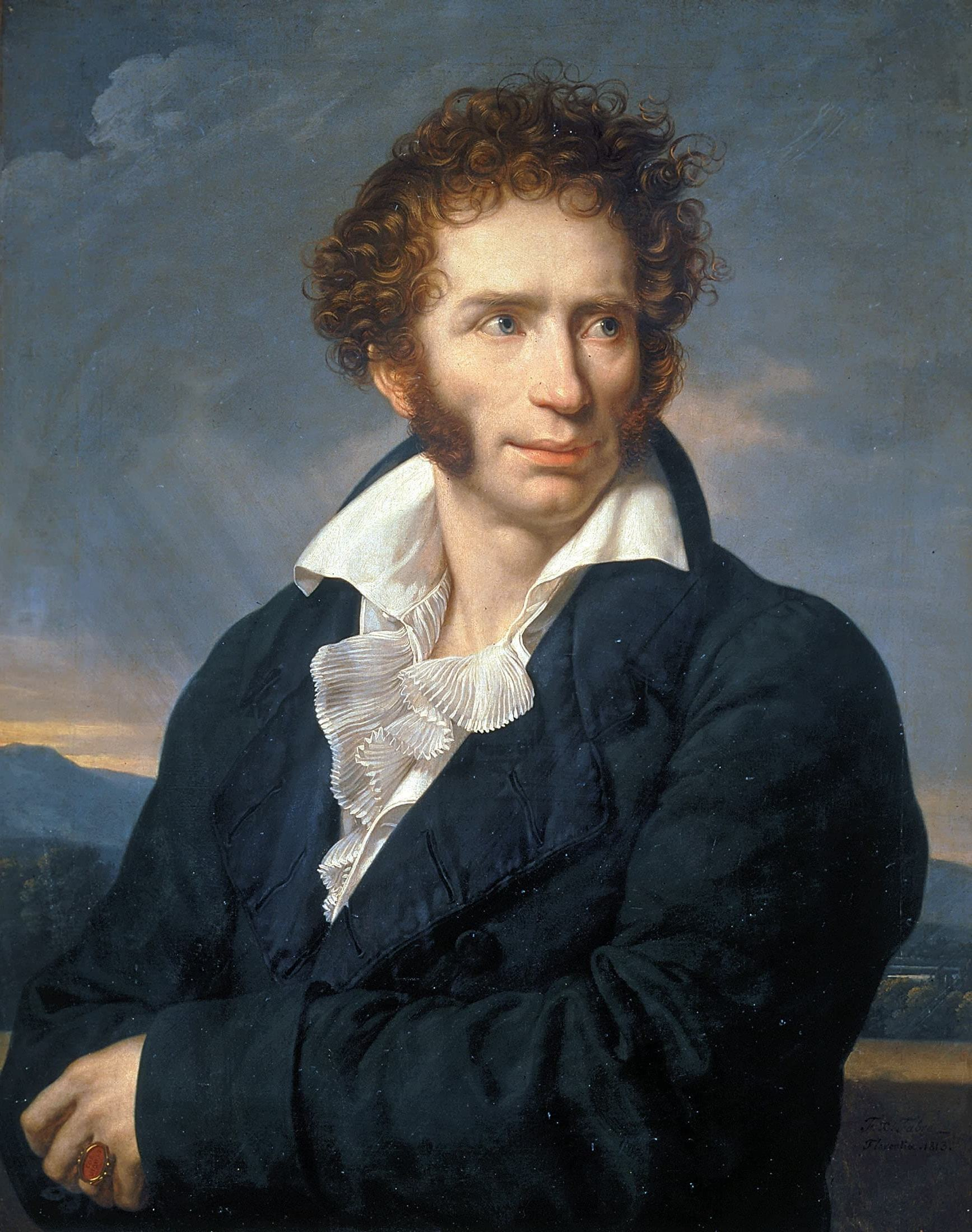
Ugo Foscolo, geschilderd door François-Xavier-Pascal Fabre in 1813

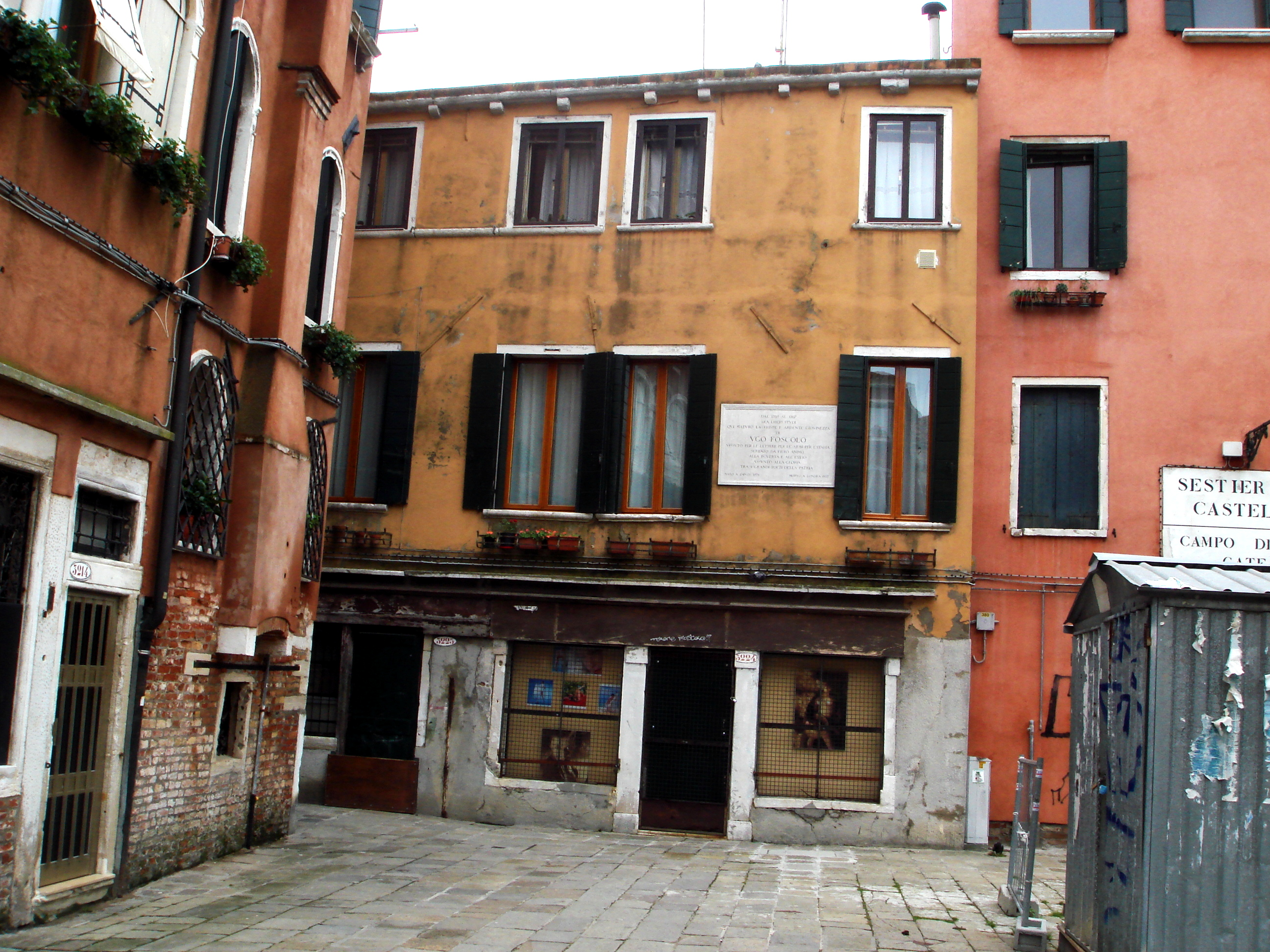
Het huis van Foscolo in Venetië

Ugo Foscolo (geboren als Niccolò Foscolo) (Zakynthos, 6 februari 1778 - Turnham Green, 10 september 1827) was een in Griekenland geboren Italiaanse schrijver, revolutionair en dichter. Foscolo was een van de belangrijkste letterkundigen uit de periode van het neoclassicisme en het preromantisme. In de Italiaanse litteratuur kan hij beschouwd worden als een overgangsfiguur tussen het Settecento en het Ottocento.

## Nationalist
Foscolo veranderde zijn voornaam om onbekende redenen vroeg in zijn leven. Hij was de zoon van de Andrea Foscolo, een arts uit Venetië en zijn Griekse echtgenote Diamantina Spathis.
Hij studeerde in Padua. Na de val van de Republiek Venetië in 1796-1797 was hij eerst sterk geporteerd voor de als bevrijders beschouwde Franse troepen van Napoleon Bonaparte (een van zijn eerste werken is een ode aan Napoleon), maar na de Vrede van Campo Formio bleek dat de Fransen het met de Oostenrijkers op een akkoordje hadden gegooid. De stad Venetië met een deel van het achterland werden Oostenrijks, en andere bezittingen van de voormalige republiek werden door Frankrijk ingenomen. 
In de periode 1798-1799 woonde Foscolo in de stad Bologna, vermits hij in het door Oostenrijk gecontroleerde Venetië niet meer welkom was.
Nu schreef Foscolo een roman, Ultime lettere di Jacopo Ortis ofwel 'Laatste brieven van Jacopo Ortis' (1798) waarin zijn politieke standpunt als Italiaanse patriot duidelijk naar voren kwam. Foscolo vertrok naar Milaan, waar hij bevriend raakte met de veel oudere schrijver Giuseppe Parini (1729-1799). Hij publiceerde er een serie van twaalf sonnetten, maar nam ook dienst als kapitein in het Franse leger, waarvan hij de bevrijding van Italië verwachtte. Hij nam deel aan de Slag bij Marengo en raakte gewond. 

## Vertaler
Weer thuis maakte hij een vertaling van de klassiek-Griekse dichter Callimachus, begon hij met een vertaling van de Ilias en vertaalde hij tevens het eigentijdse werk van Laurence Sterne, A Sentimental Journey Through France and Italy. In 1809 werd hij professor in de Italiaanse Welsprekendheid aan de universiteit van Pavia. Zijn inaugurele rede over de oorsprong en de verplichting van de literatuur had een nogal Italiaans-nationalistische inslag. Het gevolg was dat Napoleon een decreet afkondigde waarin alle leerstoelen in de Italiaanse Welsprekendheid werden afgeschaft. Foscolo verhuisde naar Florence en kwam in 1813 terug naar Milaan, om kort daarna door te reizen naar Zwitserland. 

## Engeland
In 1816 verhuisde hij naar Engeland, waar hij als een held onthaald werd. Daar schreef hij vele artikelen voor tijdschriften en boeken over Italiaanse grootheden als Boccaccio, Dante en Petrarca. Financieel was hij echter niet handig, hij gokte met het kaartspel en hij moest vanwege zijn schulden ten slotte de gevangenis in. Verarmd en eenzaam stierf hij, slechts 49 jaar oud, en werd begraven in Chiswick. Vierenveertig jaar na zijn dood, toen Foscolo's droom van een zelfstandig en verenigd Italië tot stand was gekomen, werd zijn gebeente overgebracht naar de Basilica di Santa Croce in Florence. In Italië wordt hij nog steeds als een nationale held beschouwd.
- Bibsys: 90261630
- Biblioteca Nacional de Chile: 000061448
- Biblioteca Nacional de España: XX876349
- Bibliothèque nationale de France: cb120155069 (data)
- Catàleg d'autoritats de noms i títols de Catalunya: 981058517403706706
- CiNii: DA01960097
- Digitale Bibliotheek voor de Nederlandse Letteren: fosc001
- Gemeinsame Normdatei: 118534483
- Historisch woordenboek van Zwitserland: 011296
- International Standard Name Identifier: 0000 0001 2100 6581
- Library of Congress Control Number: n79021284
- MusicBrainz: 882e0119-1c50-44b1-99b9-eb8dfefdb2c4
- Bibliotheek van het Japanse parlement: 00551718
- Nationale Bibliotheek van Tsjechië: ola2003165532
- Nationale bibliotheek van Australië: 35095387
- Nationale Bibliotheek van Israël: 987007261207005171
- Nationale Bibliotheek van Polen: a0000001746909
- Nationale en Universitaire bibliotheek Zagreb: 000006151
- Nederlandse Thesaurus van Auteursnamen: 068854323
- Réseau des bibliothèques de Suisse occidentale: 02-A000064554
- Istituto Centrale per il Catalogo Unico: CFIV001434
- LIBRIS: 53903
- SNAC: w6sq9sr0
- Système universitaire de documentation: 027405214
- Trove: 825175
- Virtual International Authority File: 36929008
- WorldCat: E39PBJqfMQtd7g9p4xVFJyc3wC